# NGC 6835
NGC 6835 (również PGC 63800) – galaktyka spiralna z poprzeczką (SBa), znajdująca się w gwiazdozbiorze Strzelca. Odkrył ją 2 sierpnia 1881 roku Édouard Jean-Marie Stephan.
W galaktyce tej zaobserwowano supernową SN 1962J.